# TV Nova
TV Nova  є чеським телевізійним каналом, що був заснований Володимиром Железним (Vladimír Železný). Телеканал з'явився в ефірі в 1994 році, і був першим приватним телевізійним каналом в Чехії. Він швидко завоював ринок, і наразі є першим номером серед телеканалів Чехії.
З жовтня 2007, канал почав випускати новини у форматі 16:9, та в форматі HDTV. TV Nova перший з чеських каналів реалізував перехід випусків новин в формат 16:9, також телеканал транслює чеську версію відомого в усьому світі шоу Великий Брат (Big Brother).